# Porto de Pesca de Sagres
O Porto de Pesca de Sagres, também conhecido como Porto da Baleeira, é uma infra-estrutura portuária situada na vila de Sagres, na região do Algarve, em Portugal.

## Descrição
Situa-se nas imediações da vila de Sagres, e perto da Praia do Martinhal. É considerado como uma importante infraestrutura do ponto de vista económico, e turístico, devido à qualidade e valor comercial dos produtos de pesca, e ao grande potencial de desenvolvimento de funções ligadas ao turismo e à investigação marítima, como o mergulho.
Uma das principais estruturas no complexo portuário é a ponte-cais Sul. No interior do complexo portuário encontram-se duas lotas, uma mais antiga, que foi convertida em museu, e uma nova. O museu, oficialmente denominado de Centro de Interpretação da Lota de Sagres, tem como finalidade explicar a evolução histórica do processo da venda de peixe, e ao mesmo tempo informar sobre as condições naturais únicas do local em que se encontra.

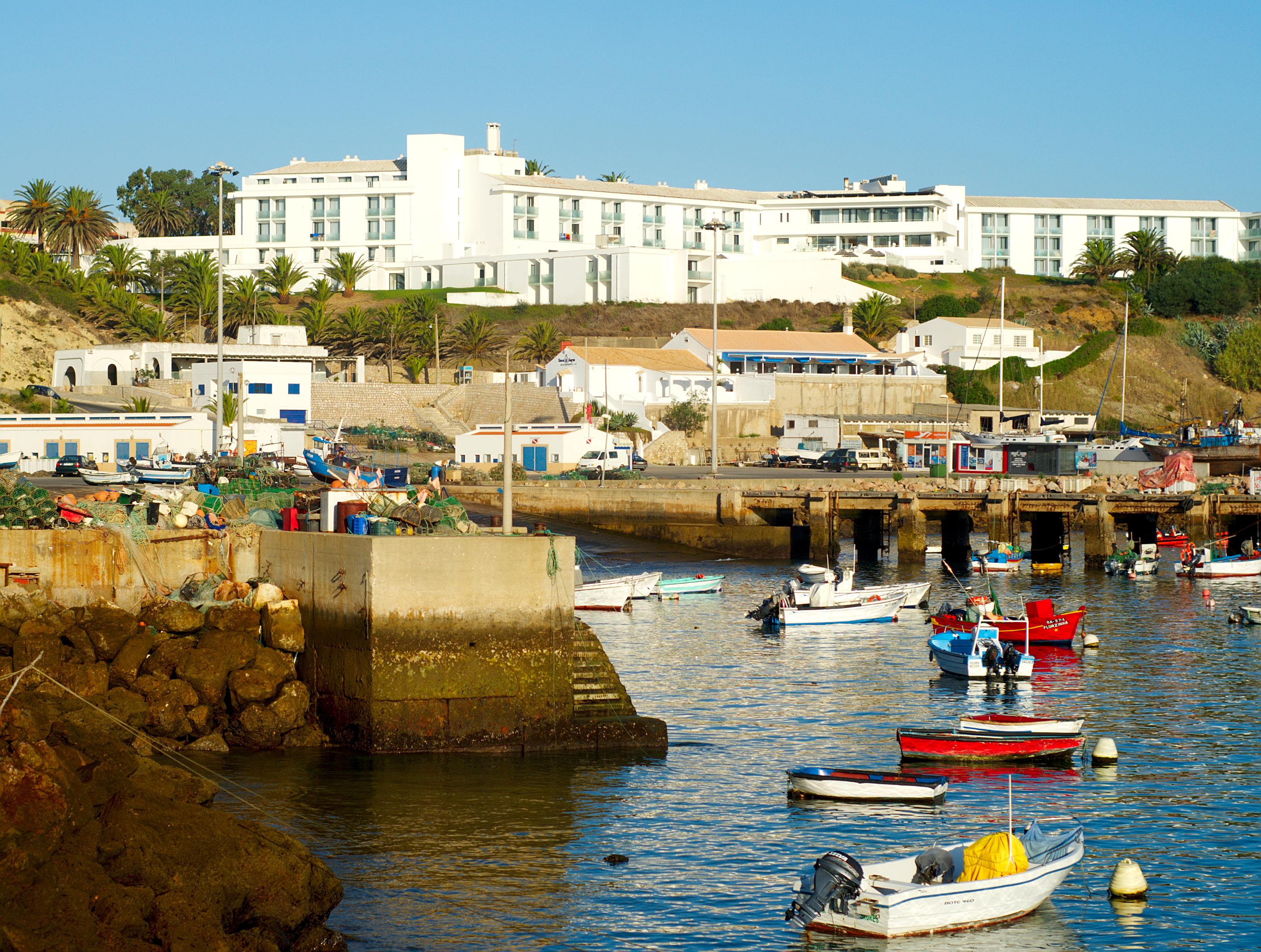
Vista do porto, em 2011. Ao fundo é visível o Hotel Memmo Baleeira, e no lado esquerdo encontra-se a antiga Lota de Sagres.

## História
A existência de um porto de pesca na Baleeira é muito antigo, tendo recebido este nome por ter sido, no passado, um centro de captura de baleias. Uma possível referência ao porto de Sagres surge no documento Noticias das Almadravas do Reyno do Algarve, de 1721, onde se listaram as armações de atum na região, incluindo uma da Balieira, situada entre as do Zavial e do Cabo da Baía de Sagres.
Em 7 de Dezembro de 1913, o jornal O Algarve reportou que no ano seguinte iriam ser começadas as obras de construção de uma rampa de desembarque, na baía da Baleeira. Em 15 de Março de 1914, aquele periódico publicou um anúncio da 4.ª Direcção de Serviços Fluviais e Marítimos, para a arrematação de várias empreitadas relativas à construção da rampa, e em 4 de Outubro desse ano noticiou que tinha sido autorizada a construção daquela estrutura.
Na década de 1960 foi construído o edifício da lota, e na década de 1970 voltou a ser alvo de obras de ampliação, que levaram à demolição parcial do Forte da Baleeira, situado nas imediações. Por volta da década de 1980 foi instalada a ponte-cais Sul no porto da Baleeira. Em Fevereiro de 1980, o jornal 25 de Abril noticiou que estava em curso um extenso plano de desenvolvimento das estruturas portuárias na região do Algarve, incluindo a da Baleeira, onde estava a ser construído um cais de 120 m para descarga de pescado, um varadouro, duas estacadas de amarração e um molhe de abrigo com 350 m de comprimento. A lota funcionou até 2001. Em 2014 a administração do porto de Sagres foi transferida do Instituto Portuário e dos Transportes Marítimos para a empresa Docapesca - Portos e Lotas. Em finais desse ano, o Ministério da Agricultura e do Mar e Secretaria do Estado do Mar já tinham aprovado um pacote de investimentos no complexo portuário, que incluíram o restauro do edifício da antiga lota e a requalificação da nova. De forma a permitir a instalação do centro de interpretação na antiga lota, o imóvel foi cedido pela empresa Docapesca ao município de Vila do Bispo.
Em 13 de Julho de 2021 foi inaugurado o Centro de Interpretação no edifício da antiga lota, numa cerimónia que incluiu o Ministro do Mar, Ricardo Serrão Santos, a Secretária de Estado das Pescas, Teresa Coelho, a Presidente da Câmara Municipal de Vila do Bispo, Rute Silva, o Presidente da Comissão de Coordenação e Desenvolvimento Regional do Algarve, José Apolinário, e o Presidente do Conselho de Administração da Docapesca, Sérgio Faias. Foi instalado como parte de um programa municipal para expandir a rede de museus, com o fim de promover a educação sobre o património histórico e ambiental, e ao mesmo tempo criar novos pontos de interesse turístico. Durante a cerimónia de inauguração, Rute da Silva afirmou que «acredito, e tudo farei, para que o Centro de Interpretação da Lota de Sagres se afirme, aqui, em Sagres, como um diferenciado fórum aglutinador entre o Município, a Docapesca, as Empresas Marítimo-Turísticas, os Centros de Mergulho, as Universidades, os Centros de Investigação, as Associações de Pescadores, os Pescadores, a Comunidade e todos aqueles que nos visitam». Nesse dia foi igualmente assinado um contrato para a realização de obras de restauro na ponte-cais Sul, no sentido de melhorar as suas condições de funcionamento e segurança.